# Allium pardoi
Allium pardoi là một loài thực vật có hoa trong họ Amaryllidaceae. Loài này được Loscos mô tả khoa học đầu tiên năm 1877.